# Arquettes
Arquettes was een Belgische indierockgroep uit Gent, oorspronkelijk bestaande uit Koen Wijnant, Jan Borremans, Mario Govaert en Tine Gernaey.
In 2007 kwam hun eerste ep uit, getiteld Arquettes EP met daarop de singles It's a Relief en Feehler en speelde de band onder andere op het Pukkelpop Festival.
In maart 2010 ging de groep de studio in met de Parijse producer Stéphane 'Alf' Briat voor de opnames van hun debuutplaat "Wave On".
Op 28 juni 2010 werd de single Mounting uitgebracht als voorloper van het debuutalbum Wave On (°september 2010). In november 2010 werd de single Gutters uitgebracht, welke het goed deed in alternatieve muzieklijsten zoals De Afrekening op Studio Brussel.
Als derde single van de plaat werd in 2011 het nummer Crafty uitgebracht.
In augustus 2014 ging de groep de studio in met producer Floris De Decker (FFA) voor de opnames van een tweede album.
Deze vonden plaats in de Number Nine Studios te Gent en werden afgerond in mei 2015. Het nieuwe album heet Yiss Yiss en werd uitgebracht op 26 februari 2016. Tijdens de opnames van het tweede album veranderde de bezetting van de groep bijna volledig, de bandleden zijn sinds dan Koen Wijnant (gitaar, zang), Tom Asselman (gitaar, zang), Femke De Beleyr (toetsen, zang), Pieter-Jan Janssen (bas, zang) en Gert Malfliet (drums, zang).

## Discografie

### Albums
| Album met hitnotering(en) in de Vlaamse Ultratop 200 albums | Datum van verschijnen | Datum van binnenkomst | Hoogste positie | Aantal weken | Opmerkingen |
| ----------------------------------------------------------- | --------------------- | --------------------- | --------------- | ------------ | ----------- |
| Arquettes EP                                                | 2007                  | -                     |                 |              | ep          |
| Wave On                                                     | 13-09-2010            |                       |                 |              |             |
| YISS YISS                                                   | 26-02-2016            |                       |                 |              |             |

### Singles
| Single met hitnotering(en) in de Vlaamse Ultratop 50 | Datum van verschijnen | Datum van binnenkomst | Hoogste positie | Aantal weken | Opmerkingen |  |
| ---------------------------------------------------- | --------------------- | --------------------- | --------------- | ------------ | ----------- |  |
| It's a Relief                                        | 2007                  |                       |                 | -            | promo       |  |
| Mounting                                             | 2010                  |                       |                 | -            | promo       |  |
| Gutters                                              | 04-10-2010            | 20-11-2010            | tip33           | 5            |             |  |
| Crafty                                               | 06-06-2011            |                       |                 | -            |             |  |